# Watford Football Club 2020-2021
Questa voce raccoglie le informazioni riguardanti il Watford Football Club nelle competizioni ufficiali della stagione 2020-2021.

## Stagione
La stagione 2020-21 è stata la centoventiduesima nella storia del club e la sua trentesima stagione nella seconda divisione, la prima stagione in Championship dopo la retrocessione della stagione precedente dalla Premier League. Questa stagione ha visto il Watford partecipare alla Football League Championship, alla FA Cup ed alla League Cup

## Maglie e sponsor
Dopo la fine della collaborazione con Adidas, lo sponsor tecnico, per la stagione 2020-2021 è Kelme. Lo sponsor ufficiale che compare sulle divise è Sportsbet.io, compagnia di scommesse online attraverso l'utilizzo della criptovaluta Bitcoin.
| Casa | Trasferta | Terza maglia |

## Organigramma societario
Area tecnica
- Allenatore - Vladimir Ivić (1ª-20ª)
Xisco (21ª-46ª)
- Vice allenatore - Miloš Veselinović (1ª-20ª)
Roberto Cuesta (21ª-46ª)
- Assistente tecnico - Juan Solla (21ª-46ª)
- Allenatore dei portieri - Antonello Brambilla
- Analista - Isidre Ramón Madir (21ª-46ª)
- Preparatore atletico - Jordi Abella (21ª-46ª)

Settore giovanile
- Responsabile del reclutamento - Andy Scott
- Responsabile di prevenzione degli infortuni e riabilitazione - Alberto Leon Herranz
- Allenatore Under-23 - Hayden Mullins
- Responsabile dell'accademia dei portieri - Graham Stack
- Responsabile dell'accademia - Sviluppo professionale - Darren Sarll
- Allenatore Under-18 - Carl Martin
- Responsabile dell'accademia - Allenamento e sviluppo - Barry Quin
- Responsabile delle attrezzature - David Walter

Area organizzativa
- Segretario - Gayle Vowels
- Direttore commerciale - Spencer Field
- Responsabile delle vendite - Paul O'Brien
- Direttore delle operazioni - Glyn Evans
- Direttore della comunità - Rob Smith
- Direttore finanziario - Emiliano Russo
- Addetto stampa - Richard Walker

## Rosa
Aggiornata al 4 marzo 2021.
| N. |                             | Ruolo | Calciatore             |
| -- | --------------------------- | ----- | ---------------------- |
| 1  | Inghilterra (bandiera)      | P     | Benjamin Foster        |
| 3  | Inghilterra (bandiera)      | D     | Jeremy Ngakia          |
| 5  | Nigeria (bandiera)          | D     | William Troost-Ekong   |
| 6  | Inghilterra (bandiera)      | D     | Ben Wilmot             |
| 7  | Danimarca (bandiera)        | A     | Philip Zinckernagel    |
| 8  | Inghilterra (bandiera)      | C     | Tom Cleverley          |
| 9  | Inghilterra (bandiera)      | A     | Troy Deeney (capitano) |
| 10 | Brasile (bandiera)          | A     | João Pedro             |
| 11 | Italia (bandiera)           | D     | Adam Masina            |
| 12 | Svezia (bandiera)           | C     | Ken Sema               |
| 14 | Inghilterra (bandiera)      | C     | Nathaniel Chalobah     |
| 15 | Irlanda del Nord (bandiera) | D     | Craig Cathcart         |
| 16 | Inghilterra (bandiera)      | C     | Dan Gosling            |
| 17 | Marocco (bandiera)          | D     | Achraf Lazaar          |
| 18 | Inghilterra (bandiera)      | A     | Andre Gray             |
| 19 | Inghilterra (bandiera)      | C     | Will Hughes            |
| 21 | Spagna (bandiera)           | D     | Kiko Femenía           |
| 22 | Nigeria (bandiera)          | A     | Isaac Success          |

| N. |                              | Ruolo | Calciatore          |
| -- | ---------------------------- | ----- | ------------------- |
| 23 | Senegal (bandiera)           | A     | Ismaïla Sarr        |
| 24 | Nigeria (bandiera)           | C     | Tom Dele-Bashiru    |
| 25 | Croazia (bandiera)           | A     | Stipe Perica        |
| 26 | Austria (bandiera)           | P     | Daniel Bachmann     |
| 27 | Belgio (bandiera)            | D     | Christian Kabasele  |
| 31 | Cile (bandiera)              | D     | Francisco Sierralta |
| 32 | Spagna (bandiera)            | D     | Marc Navarro        |
| 33 | Irlanda (bandiera)           | P     | Rob Elliot          |
| 35 | Inghilterra (bandiera)       | P     | Adam Parkes         |
| 40 | Inghilterra (bandiera)       | A     | Sam Dalby           |
| 41 | Inghilterra (bandiera)       | D     | Mason Barrett       |
| 44 | Inghilterra (bandiera)       | A     | Joseph Hungbo       |
| 47 | Inghilterra (bandiera)       | D     | Toby Stevenson      |
| 49 | Bermuda (bandiera)           | A     | Kane Crichlow       |
| 52 | Trinidad e Tobago (bandiera) | C     | Daniel Phillips     |
|    | Colombia (bandiera)          | C     | Carlos Sánchez      |
|    | Serbia (bandiera)            | A     | Filip Stuparević    |

## Risultati

### Championship
| Arbitro: | Stroud |

|              |           |  |
| Cathcart 11’ | Marcatori |  |

| Sheffield 19 settembre 2020, ore 15:00 BST 2ª giornata | Sheffield Weds | 0 – 0 referto | Watford | Hillsborough Stadium (0 spett.)\| Arbitro: \| Gillette \| |
| Arbitro:                                               | Gillette       |               |         |                                                           |

| Arbitro: | Brooks |

|                |           |  |
| João Pedro 35’ | Marcatori |  |

| Arbitro: | Ward |

|            |           |  |
| Pușcaș 41’ | Marcatori |  |

| Arbitro: | Eltringham |

|  |           |                |
|  | Marcatori | 76’ João Pedro |

| Arbitro: | Woolmer |

|                                                 |           |              |
| João Pedro 13’ Cleverley 17’ Lenihan 49’ (aut.) | Marcatori | 28’ Brereton |

| Arbitro: | Robinson |

|            |           |              |
| Perica 12’ | Marcatori | 90+6’ Mepham |

| Arbitro: | Brooks |

|             |           |          |
| Stewart 66’ | Marcatori | 52’ Sarr |

| Arbitro: | Donohue |

|           |           |  |
| Mowatt 6’ | Marcatori |  |

| Arbitro: | Davies |

|                                                |           |                        |
| Cleverley 28’ João Pedro 61’ (rig.) Sarr 90+3’ | Marcatori | 2’ Fletcher 81’ Powell |

| Arbitro: | Hooper |

|                                           |           |                      |
| Gray 54’ Troost-Ekong 66’ Sarr 83’ (rig.) | Marcatori | 63’ Hamer 64’ Walker |

| Arbitro: | Salisbury |

|           |           |           |
| Chair 77’ | Marcatori | 3’ Wilmot |

| Bristol 25 novembre 2020, ore 19:45 GMT 13ª giornata | Bristol City | 0 – 0 referto | Watford | Ashton Gate Stadium (0 spett.)\| Arbitro: \| Whitestone \| |
| Arbitro:                                             | Whitestone   |               |         |                                                            |

| Arbitro: | Gillette |

|                                                        |           |                |
| Quina 9’ Deeney 52’ (rig.) Chalobah 58’ João Pedro 74’ | Marcatori | 55’ Barkhuizen |

| West Bridgford 2 dicembre 2020, ore 19:45 GMT 15ª giornata | Nottingham Forest | 0 – 0 referto | Watford | City Ground (0 spett.)\| Arbitro: \| Webb \| |
| Arbitro:                                                   | Webb              |               |         |                                              |

| Arbitro: | Martin |

|  |           |           |
|  | Marcatori | 43’ Moore |

| Arbitro: | Smith |

|                        |           |  |
| Kabasele 4’ Deeney 15’ | Marcatori |  |

| Arbitro: | Donohue |

|  |           |                   |
|  | Marcatori | 85’ (rig.) Deeney |

| Arbitro: | Linington |

|                   |           |                  |
| Deeney 60’ (rig.) | Marcatori | 63’ (rig.) Toney |

| Arbitro: | Doughty |

|                               |           |  |
| Campbell 9’ Capoue 32’ (aut.) | Marcatori |  |

| Arbitro: | Brooks |

|          |           |  |
| Sarr 39’ | Marcatori |  |

| Arbitro: | Bond |

|               |           |               |
| Lowe 43’, 67’ | Marcatori | 20’ Cleverley |

| Arbitro: | Salisbury |

|                              |           |  |
| Cleverley 54’ João Pedro 64’ | Marcatori |  |

| Arbitro: | Robinson |

|                   |           |  |
| Deeney 27’ (rig.) | Marcatori |  |

| Arbitro: | Langford |

|              |           |                            |
| Fletcher 83’ | Marcatori | 64’ (rig.) Deeney 68’ Sarr |

| Bermondsey 26 gennaio 2021, ore 19:00 GMT 26ª giornata | Millwall | 0 – 0 referto | Watford | The Den (0 spett.)\| Arbitro: \| Simpson \| |
| Arbitro:                                               | Simpson  |               |         |                                             |

| Arbitro: | Gillette |

|                   |           |                       |
| Deeney 52’ (rig.) | Marcatori | 73’ Austin 90’ Adomah |

| Birmingham 6 febbraio 2021, ore 12:30 GMT 28ª giornata | Coventry City | 0 – 0 referto | Watford | St. Andrew's Trillion Trophy Stadium (0 spett.)\| Arbitro: \| Scott \| |
| Arbitro:                                               | Scott         |               |         |                                                                        |

| Arbitro: | Brooks |

|                                                        |           |  |
| Sema 2’, 35’ Sarr 15’, 55’ Hughes 30’ Zinckernagel 90’ | Marcatori |  |

| Arbitro: | Harrington |

|  |           |                       |
|  | Marcatori | 51’ (rig.) João Pedro |

| Arbitro: | Robinson |

|                           |           |                         |
| João Pedro 19’ Hughes 21’ | Marcatori | 77’ (aut.) Troost-Ekong |

| Arbitro: | Linington |

|                          |           |                                  |
| Elliott 43’ Brereton 82’ | Marcatori | 25’ João Pedro 38’ Sarr 61’ Sema |

| Arbitro: | Harrington |

|             |           |  |
| Danjuma 61’ | Marcatori |  |

| Arbitro: | Eltringham |

|               |           |  |
| Gray 14’, 57’ | Marcatori |  |

| Arbitro: | Moss |

|            |           |  |
| Masina 17’ | Marcatori |  |

| Arbitro: | Stroud |

|                      |           |                           |
| Sierralta 14’ (aut.) | Marcatori | 15’ Chalobah 90+3’ Masina |

| Arbitro: | Simpson |

|            |           |                                            |
| Ladapo 68’ | Marcatori | 9’ Sierralta 26’ Sarr 39’ Sema 69’ Gosling |

| Arbitro: | Bond |

|                               |           |  |
| Sema 4’ Chalobah 55’ Gray 80’ | Marcatori |  |

| Arbitro: | Kavanagh |

|                |           |  |
| Lees 7’ (aut.) | Marcatori |  |

| Arbitro: | Robinson |

|             |           |          |
| Bolasie 78’ | Marcatori | 32’ Sarr |

| Arbitro: | Linington |

|               |           |  |
| Sarr 12’, 14’ | Marcatori |  |

| Arbitro: | Ward |

|                    |           |  |
| Collins 78’ (rig.) | Marcatori |  |

| Arbitro: | Robinson |

|  |           |             |
|  | Marcatori | 57’ Gosling |

| Arbitro: | Whitestone |

|          |           |  |
| Sarr 11’ | Marcatori |  |

| Arbitro: | Mason |

|                     |           |  |
| Forss 46’ Toney 60’ | Marcatori |  |

| Arbitro: | Eltringham |

|                      |           |  |
| Gray 56’ Success 87’ | Marcatori |  |

### FA Cup
| Arbitro: | Madley |

|              |           |  |
| McTominay 5’ | Marcatori |  |

### EFL Cup
| Arbitro: | Doughty |

|                    |                      |                   |
| Hall 26’           | Marcatori            | 89’ Sema          |
| Forde McGuane Hall | Tiri di rigore 1 – 4 | Sema Quina Perica |

| Arbitro: | Breakspear |

|                                           |           |                      |
| Abrahams 18’ (rig.) Labadie 28’ Amond 65’ | Marcatori | 54’ (rig.) Peñaranda |

## Statistiche

### Statistiche di squadra
Statistiche aggiornate all'8 maggio 2021.
| Competizione | Punti       | In casa | In casa | In casa | In casa | In casa | In casa | In trasferta | In trasferta | In trasferta | In trasferta | In trasferta | In trasferta | Totale | Totale | Totale | Totale | Totale | Totale | D.R. |
| Competizione | Punti       | G       | V       | N       | P       | Gf      | Gs      | G            | V            | N            | P            | Gf           | Gs           | G      | V      | N      | P      | Gf     | Gs     | D.R. |
| ------------ | ----------- | ------- | ------- | ------- | ------- | ------- | ------- | ------------ | ------------ | ------------ | ------------ | ------------ | ------------ | ------ | ------ | ------ | ------ | ------ | ------ | ---- |
| Championship | 91          | 23      | 19      | 2       | 2       | 44      | 12      | 23           | 8            | 8            | 7            | 19           | 18           | 46     | 27     | 10     | 9      | 63     | 30     | +33  |
| FA Cup       | Terzo turno | 0       | 0       | 0       | 0       | 0       | 0       | 1            | 0            | 0            | 1            | 0            | 1            | 1      | 0      | 0      | 1      | 0      | 1      | -1   |
| EFL Cup      | Terzo turno | 0       | 0       | 0       | 0       | 0       | 0       | 2            | 0            | 1            | 1            | 2            | 4            | 2      | 0      | 1      | 1      | 2      | 4      | -2   |
| Totale       | 91          | 23      | 19      | 2       | 2       | 44      | 12      | 26           | 8            | 9            | 9            | 21           | 23           | 49     | 27     | 11     | 11     | 65     | 35     | +30  |

### Andamento in campionato
| Giornata  | 1 | 2  | 3 | 4 | 5 | 6 | 7 | 8 | 9 | 10 | 11 | 12 | 13 | 14 | 15 | 16 | 17 | 18 | 19 | 20 | 21 | 22 | 23 | 24 | 25 | 26 | 27 | 28 | 29 | 30 | 31 | 32 | 33 | 34 | 35 | 36 | 37 | 38 | 39 | 40 | 41 | 42 | 43 | 44 | 45 | 46 |
| --------- | - | -- | - | - | - | - | - | - | - | -- | -- | -- | -- | -- | -- | -- | -- | -- | -- | -- | -- | -- | -- | -- | -- | -- | -- | -- | -- | -- | -- | -- | -- | -- | -- | -- | -- | -- | -- | -- | -- | -- | -- | -- | -- | -- |
| Luogo     | C | T  | C | T | T | C | C | T | T | C  | C  | T  | T  | C  | T  | C  | C  | T  | C  | T  | C  | T  | T  | C  | C  | T  | C  | T  | C  | T  | C  | T  | T  | C  | C  | T  | T  | C  | C  | T  | C  | T  | T  | C  | T  | C  |
| Risultato | V | N  | V | P | V | V | N | N | P | V  | V  | N  | N  | V  | N  | P  | V  | V  | N  | P  | V  | N  | P  | V  | V  | V  | P  | N  | V  | V  | V  | V  | P  | V  | V  | V  | V  | V  | V  | N  | V  | P  | V  | V  | P  | V  |
| Posizione | 2 | 10 | 9 | 5 | 7 | 5 | 3 | 3 | 5 | 6  | 4  | 2  | 5  | 5  | 3  | 3  | 7  | 3  | 4  | 3  | 5  | 5  | 5  | 6  | 5  | 4  | 4  | 4  | 4  | 4  | 4  | 4  | 4  | 4  | 4  | 4  | 4  | 2  | 2  | 2  | 2  | 2  | 2  | 2  | 2  | 2  |

Legenda:

Luogo: C = Casa; T = Trasferta. Risultato: V = Vittoria; N = Pareggio; P = Sconfitta.